# Antonio Saura
Antonio Saura (Huesca, 22 september 1930 - Cuenca, 22 juli 1998) was een Spaans kunstschilder, graficus en auteur. Hij behoort tot de belangrijkste Spaanse kunstenaars van de generatie na de Tweede Wereldoorlog. Met zijn publicaties was hij van invloed op zijn eigen en latere generaties. Hij was de broer van de filmregisseur Carlos Saura.

## Levensloop
Saura begon in 1947 in Madrid te schilderen en te schrijven toen hij door een tuberculose vijf jaar het bed moest houden. Zijn vroege werk bestaat uit droomachtige surreële landschappen in een rijk kleurenpalet. Naar eigen zeggen waren Hans Arp en Yves Tanguy zijn voorbeelden.
Hij bezocht voor het eerst Parijs in 1952 en daarna nogmaals in 1954 en 1955. Daar ontmoette hij Benjamin Péret en sloot zich kortstondig aan bij de surrealisten, waarmee hij in 1954 tentoonstelde. Deze kunstenaars wilden de draad van voor de oorlog weer oppakken en zochten aansluiting bij het werk van Joan Miró en Óscar Domínguez.
Al snel daarop brak hij met deze groep en verkoos het gezelschap van zijn collega Simon Hantaï. Hij ging een kras- en frottage-techniek gebruiken en kwam tot een compleet abstracte kunst. Zijn zeer kleurrijke werk vertoonde in zijn aanpak verwantschap aan de aleatorische muziek, waarin het toeval een belangrijke rol speelt. Vanaf 1956 begon hij op papier en op doek te werken aan vrouwenfiguren, naakten, koppen, zelfportretten, zweetdoeken en kruisigingen, die een vast onderdeel van zijn reportoire zouden worden en nu als zijn grootste meesterwerken gelden. 
In 1957 was hij in Madrid mede-oprichter van de kunstenaarsgroep El Paso, met onder anderen Manolo Millares, Rafael Canogar, Luis Feito en Pablo Serrano, waarvan hij tot het uiteenvallen in 1960 de woordvoerder was. Hij publiceerde een van de eerste Spaanse besprekingen van het werk van Jackson Pollock en het Amerikaanse abstract expressionisme, dat een parallel had in de Franse informele schilderkunst. In deze tijd maakte hij kennis met de Franse criticus en kunstverzamelaar Michel Tapié. 
Zijn eerste solotentoonstelling had Sauro bij de Parijse galerie Rodolphe Stadler, waar hij gedurende zijn loopbaan nog meerdere keren zijn werk zou laten zien. Zijn galeriehouder stelde hem voor aan de kunsthandelaars Otto van de Loo in München en Pierre Matisse in New York, die Saura ook zouden gaan vertegenwoordigen. Vanaf deze tijd begon hij vooral in zwart, grijs en bruinrood te werken. Doordat hij een zeer persoonlijke stijl had ontwikkeld, bleef hij onafhankelijk van de opeenvolgende trends in de kunst. Voor zijn werk greep hij terug op zijn grote voorbeelden Velázquez en Goya. Belangrijke musea begonnen zijn werk aan te kopen.
In 1958 ontstonden zijn eerste litho's. Hij werkte aan grote edities zodat zijn kunst betaalbaar zou zijn voor de gewone man. Vanaf 1959 ontstonden grafiekseries, waaronder illustraties voor Don Quichot van Miguel de Cervantes, 1984 van George Orwell, Pinokkio in de versie van Christine Nöstlinger, de dagboeken van Franz Kafka, Trois visions van Francisco de Quevedo en talrijke anderen werken. Vanaf 1960 hield hij zich ook bezig met de beeldhouwkunst, waarbij hij zijn thematiek van menselijke figuren, koppen en kruisigingen uitwerkte in gelaste metalen sculpturen. 
Vanaf 1967 woonde en werkte hij in Parijs, van waaruit hij zich actief inzette tegen de dictatuur van de Spaanse generaal Franco. Hij nam deel aan talrijke discussies op het gebied van de politiek en de kunsten. Zijn thematiek en stijl werden vanaf die tijd veelzijdiger. Zo maakte hij bijvoorbeeld de series Femmefauteuil en 'imaginaire portretten' van Goya en Goya's hond. Tussen 1971 en 1979 schilderde hij niet, maar concentreerde zich op het schrijven en het tekenen op papier. In 1977 begon hij met het publiceren van zijn geschriften. Daarnaast maakte hij meerdere theaterdecors voor toneel, ballet en opera. Deze opdrachten verkreeg hij doordat zijn broer als filmregisseur werkzaam was. Vanaf 1983 tot zijn dood in 1998 passeerden al zijn thema's nogmaals de revue, waarmee een omvangrijk oeuvre ontstond.

## Tentoonstellingen (selectie)
Een beknopt overzicht van zijn tentoonstellingen:
- 1959 - Documenta II, Kassel, Duitsland
- 1964 - Documenta III, Kassel, Duitsland
- 1963 - Palais des Beaux-Arts, Brussel, België en Van Abbemuseum, Eindhoven
- 1964 - Documenta III Kassel en Stedelijk Museum, Amsterdam
- 1966 - Institute for Contemporary Art, Londen, Engeland
- 1974 - M-11, Sevilla, Spanje
- 1977 - Documenta 6, Kassel, Duitsland
- 1979 - Stedelijk Museum, Amsterdam
- 1981 - Caja de la Inmaculada, Zaragoza, Spanje
- 1986 - Neue Galerie, Aken (nu: Ludwig Forum für Internationale Kunst)
- 1989 - Musée d'art et d'histoire, Genève
- 1994 - Museum für Moderne Kunst, Lugano, Zwitserland
- 2002 - Musée d'Art moderne et contemporain, Straatsburg, Frankrijk
- 2003 - National Museum Krakau, (Polen)
- 2012 - Retrospektief in het Museum Wiesbaden, Wiesbaden en Kunstmuseum Bern, Bern

## Prijzen (selectie)
Een beknopt overzicht van zijn prijzen:
- 1960 - Guggenheim-prijs New York
- 1979 - Prijs van de eerste Europese grafiekbiënnale, Heidelberg
- 1982 - Gouden medaille, staatsprijs voor beeldende kunst, Spanje
- 1995 - Grote kunstprijs van de gemeente Parijs (Frankrijk)